# Bythaelurus lutarius
Bythaelurus lutarius is een vissensoort uit de familie van de Pentanchidae. De wetenschappelijke naam van de soort is voor het eerst geldig gepubliceerd in 1972 door Springer & D'Aubrey.